# Gouvernement Albert Ouédraogo
Zerbo Tambèla
Le gouvernement Albert Ouédraogo est le gouvernement du Burkina Faso qui fut en fonction du 5 mars au 30 septembre 2022. Dirigé par Albert Ouédraogo, il est le premier et le seul gouvernement de la présidence du lieutenant-colonel Paul-Henri Sandaogo Damiba, arrivé au pouvoir à la suite du coup d'État de janvier 2022. Ce gouvernement de transition ne reste en place que six mois, avant d'être lui-même renversé par un putsch en septembre 2022.

## Contexte et nomination
À la suite du coup d'État de janvier 2022 ayant poussé le président Roch Marc Christian Kaboré et son gouvernement à la démission, une junte militaire, le Mouvement patriotique pour la sauvegarde et la restauration (MPSR), prend le pouvoir au Burkina Faso. Le lieutenant-colonel Paul-Henri Sandaogo Damiba, à la tête de cette junte et meneur principal du coup d'État, est investi Président de la Transition le 16 février par le Conseil constitutionnel. Investi pour une durée de 3 ans non-renouvelables, le but principal de sa présidence est de mener à bien la transition, tout en luttant contre le djihadisme et en réglant la crise humanitaire liée à l'insécurité grandissante dans le pays.
Le 3 mars 2022, le Président nomme un nouveau Premier ministre en la personne d'Albert Ouédraogo. Alors âgé de 53 ans, cet économiste et enseignant est un novice en politique,.
Albert Ouédraogo publie la composition de son gouvernement le 5 mars 2022,. Composé de 25 membres, ce gouvernement de transition ne comporte que 6 femmes, dont Olivia Rouamba (Affaires étrangères). Il comporte également trois militaires : Aimé Barthélémy Simporé (Défense), Omer Bationo (Administration territoriale) ainsi que Charles Josaphat Zoungrana (Infrastructures). Le ministre de la Défense, Aimé Barthélémy Simporé, est le seul ministre du précédent gouvernement à être reconduit à son poste, étant élevé au rang de ministre d'État. De même Yéro Boly (Cohésion sociale et Réconciliation nationale), plusieurs fois ministre sous Blaise Compaoré, est le seul autre membre à être élevé au même rang.
Plusieurs membres de la société civile et des syndicats font également parties de ce gouvernement, dont Bassolma Bazié (Fonction publique) et Lionel Bilgo (Éducation nationale).

## Composition initiale
À sa nomination le 5 mars 2022, le gouvernement est composé de : 
- Premier ministre : Albert Ouédraogo

Ministres d'État
- Ministre auprès du Président du Faso, chargé de la Cohésion sociale et de la Réconciliation nationale : Yéro Boly
- Ministre de la Défense et des Anciens combattants : Aimé Barthélémy Simporé

Ministres
- Ministre de l’Administration territoriale, de la Décentralisation et de la Sécurité : Omer Bationo
- Ministre des Affaires étrangères, de la Coopération régionale et des Burkinabé de l’extérieur : Olivia Ragnaghnewendé Rouamba
- Ministre de la Justice et des Droits humains, chargé des relations avec les institutions, Garde des Sceaux : Barthélémy Kéré
- Ministre de l’Économie, des Finances et de la Prospective : Seglaro Abel Somé
- Ministre de la Santé et de l’Hygiène publique : Robert Lucien Jean Claude Kargougou
- Ministre de la Solidarité nationale et de l’Action humanitaire : Lazare Windlassida Zoungrana
- Ministre des Affaires religieuses et coutumières : Issaka Sourwema
- Ministre de l’Agriculture, des Ressources animales et halieutiques : Innocent Kiba
- Ministre de l’Environnement, de l’Énergie, de l’Eau et de l’Assainissement : Maminata Traoré/Coulibaly
- Ministre de l’Enseignement supérieur, de la Recherche et de l’Innovation : Frédéric Ouattara
- Ministre des Mines et des Carrières : Jean-Alphonse Somé
- Ministre des Infrastructures et du Désenclavement : Charles Josaphat Zoungrana
- Ministre de l’Éducation Nationale, de l’Alphabétisation et de la Promotion des Langues nationales : Lionel Bilgo
- Ministre de la Communication, de la Culture, des Arts et du Tourisme : Valérie Kaboré
- Ministre de la Fonction publique, du Travail et de la Protection sociale : Bassolma Bazié
- Ministre de la Transition digitale, des Postes et des Communications électroniques : Aminata Zerbo-Sabané
- Ministre du Développement industriel, du Commerce, de l’Artisanat et des Petites et moyennes entreprises : Abdoulaye Tall
- Ministre du Genre et de la Famille : Salimata Nébié Conombo
- Ministre des Transports, de la Mobilité urbaine et de la Sécurité routière : Mahamoudou Zampaligre
- Ministre de l’Urbanisme, des Affaires foncières et de l’Habitat : Boukary Savadogo
- Ministre des Sports, de la Jeunesse et de l’Emploi : Abdoul Wabou Drabo

Ministres délégués
- Ministre déléguée auprès du ministre de l’Économie, des Finances et de la Prospective, chargée du Budget : Brigitte Marie Suzanne Compaoré / Yoni
- Ministre délégué auprès de la ministre des Affaires étrangères, de la Coopération régionale et des Burkinabé de l’extérieur, chargé de la Coopération : Karamoko Jean Marie Traoré

## Changements
Le 12 septembre 2022, à la suite d'une série d'attaques djihadistes, le ministre de la Défense Aimé Barthélémy Simporé est limogé par décret présidentiel. Il est remplacé à ce poste par le président lui-même, Paul-Henri Sandaogo Damiba, qui nomme à ses côtés le colonel-major Silas Kéïta au poste de ministre délégué chargé de la Défense nationale.

## Dissolution
Le 30 septembre 2022, un nouveau putsch militaire est organisé, seulement huit mois après le précédent. Lors d'une allocution télévisuelle diffusée en direct le soir-même, les militaires putschistes annoncent que le Président Paul-Henri Sandaogo Damiba est démis de ses fonctions, que la Constitution est suspendue et que le gouvernement Ouédraogo est dissout.

## Galerie des membres
À sa dissolution, le gouvernement était composé de :

### Premier ministre
| Image | Fonction         | Nom              |
| ----- | ---------------- | ---------------- |
|       | Premier ministre | Albert Ouédraogo |

### Ministres d'État
| Image | Fonction                                                                                              | Nom                        |
| ----- | --- | -------------------------- |
|       | Ministre auprès du Président du Faso, chargé de la Cohésion sociale et de la Réconciliation nationale | Yéro Boly                  |
|       | Président de la Transition Ministre de la Défense et des Anciens combattants                          | Paul-Henri Sandaogo Damiba |

### Ministres
| Image | Fonction                                                                                                   | Nom                                 |
| ----- | --- | ----------------------------------- |
|       | Ministre de l’Administration territoriale, de la Décentralisation et de la Sécurité                        | Omer Bationo                        |
|       | Ministre des Affaires étrangères, de la Coopération régionale et des Burkinabé de l’extérieur              | Olivia Ragnaghnewendé Rouamba       |
|       | Ministre de la Justice et des Droits humains, chargé des relations avec les institutions, Garde des Sceaux | Barthélémy Kéré                     |
|       | Ministre de l’Économie, des Finances et de la Prospective                                                  | Seglaro Abel Somé                   |
|       | Ministre de la Santé et de l’Hygiène publique                                                              | Robert Lucien Jean Claude Kargougou |
|       | Ministre de la Solidarité nationale et de l’Action humanitaire                                             | Lazare Windlassida Zoungrana        |
|       | Ministre des Affaires religieuses et coutumières                                                           | Issaka Sourwema                     |
|       | Ministre de l’Agriculture, des Ressources animales et halieutiques                                         | Innocent Kiba                       |
|       | Ministre de l’Environnement, de l’Énergie, de l’Eau et de l’Assainissement                                 | Maminata Traoré/Coulibaly           |
|       | Ministre de l’Enseignement supérieur, de la Recherche et de l’Innovation                                   | Frédéric Ouattara                   |
|       | Ministre des Mines et des Carrières                                                                        | Jean-Alphonse Somé                  |
|       | Ministre des Infrastructures et du Désenclavement                                                          | Charles Josaphat Zoungrana          |
|       | Ministre de l’Éducation Nationale, de l’Alphabétisation et de la Promotion des Langues nationales          | Lionel Bilgo                        |
|       | Ministre de la Communication, de la Culture, des Arts et du Tourisme                                       | Valérie Kaboré                      |
|       | Ministre de la Fonction publique, du Travail et de la Protection sociale                                   | Bassolma Bazié                      |
|       | Ministre de la Transition digitale, des Postes et des Communications électroniques                         | Aminata Zerbo-Sabané                |
|       | Ministre du Développement industriel, du Commerce, de l’Artisanat et des Petites et moyennes entreprises   | Abdoulaye Tall                      |
|       | Ministre du Genre et de la Famille                                                                         | Salimata Nébié Conombo              |
|       | Ministre des Transports, de la Mobilité urbaine et de la Sécurité routière                                 | Mahamoudou Zampaligre               |
|       | Ministre de l’Urbanisme, des Affaires foncières et de l’Habitat                                            | Boukary Savadogo                    |
|       | Ministre des Sports, de la Jeunesse et de l’Emploi                                                         | Abdoul Wabou Drabo                  |

### Ministres délégués
| Image | Fonction | Nom                                    |
| ----- | --- | -------------------------------------- |
|       | Ministre déléguée auprès du ministre de l’Économie, des Finances et de la Prospective, chargée du Budget                                              | Brigitte Marie Suzanne Compaoré / Yoni |
|       | Ministre délégué auprès de la ministre des Affaires étrangères, de la Coopération régionale et des Burkinabé de l’extérieur, chargé de la Coopération | Karamoko Jean Marie Traoré             |
|       | Ministre délégué chargé de la Défense nationale | Silas Kéïta                            |